# لقمان (سوره)
سوره لقمان سوره ۳۱ از قرآن است و ۳۴ آیه دارد. این سوره در جزء ۲۱ قرآن کریم واقع است.
نام «لقمان» در سوره سی و یکم دو بار ذکر شده‌است و به همین مناسبت سوره سی و یکم قرآن به نام لقمان موسوم است. بیشتر مفسرین به نبوّت لقمان معتقد نیستند. لقمان در نظر ارباب قصص مردی از نژاد سیاه معرفی می‌شود که از اهالی سودان (مصر) بوده و به بردگی روزگار می‌گذرانده و خواجه خود را شیفته حِکَم و اندرزهای خویش کرده‌است.
در مورد فضیلت قرائت این سوره از محمد باقر نقل شده‌است: «هر کس سوره لقمان را در هر شب تلاوت کند خداوند عالم در آن شب فرشتگانی بر وی گمارد که تا بامداد او را از شرّ ابلیس و سپاهش نگهدارند، و چون در روز تلاوت کند فرشتگان مزبور تا شامگاه آن روز وی را از شرّ شیاطین حفظ نمایند.»

## فضیلت سوره
- جعفر صادق می‌گوید:

«هر که این سوره را بنویسید و آب آن را به مرد یا زنی که دچار بیماری درونی یا هر درد دیگری‌ست، بنوشاند، شفا می‌یابد و از تب در امان خواهد بود؛ و به اذن خداوند متعال هر درد و رنجی داشته باشد، از بین خواهد رفت.»